# Věra Tylová
Věra Tylová (ur. 7 października 1960 w Pradze) – czeska lekkoatletka reprezentująca Czechosłowację, sprinterka, medalistka mistrzostw Europy w 1982.

## Kariera sportowa
Zdobyła srebrny medal w sztafecie 4 × 400 metrów (która biegła w składzie: Tylová, Milena Matějkovičová, Taťána Kocembová i Jarmila Kratochvílová).
Tylová była mistrzynią Czechosłowacji w biegu na 200 metrów w 1983, w sztafecie 4 × 100 metrów w 1985 i 1986 oraz w sztafecie 4 × 400 metrów w 1986, wicemistrzynią w biegu na 400 metrów w 1980, 1982, 1985 i 1986, a także brązową medalistką w biegu na 400 metrów w 1981 i w biegu na 200 metrów w 1985. Była również brązową medalistką w hali w biegu na 800 metrów w 1987. Była także mistrzynią Czech w biegu na 200 metrów w 1980 i 1981, w biegu na 400 metrów w 1981 i 1982, w sztafecie 4 × 100 metrów w 1986 i w hali w biegu na 800 metrów w 1987.
Była dwukrotnie rekordzistką Czechosłowacji w sztafecie 4 × 100 metrów do czasu 44,85 s, uzyskanego 3 czerwca 1980 w Ostrawie i raz sztafecie 4 × 400 metrów z wynikiem 3:22,17, uzyskanym 11 września 1982 w Atenach.

## Rekordy życiowe
Věra Tylová miała następujące rekordy życiowe:
- bieg na 200 metrów – 23,74 s (2 czerwca 1984, Praga)
- bieg na 400 metrów – 52,24 s (20 sierpnia 1982, Budapeszt)